# Сиворакша, Пётр Фёдорович
Пётр Фёдорович Сиворакша (26 февраля 1924 года, село Киреевка, Сосницкий район Черниговской обл. — 10 мая 2004 года, Сосницкий район) — в семье крестьянина. Окончил 4 класса. Украинец, колхозник. В Красной Армии и на фронте в Великую Отечественную войну с сентября 1943 г. — младший сержант, командир пулемётного расчёта 467-го стрелкового полка (81-я стрелковая дивизия, 3-я гвардейская армия, 1-й Украинский фронт).
Немного солдат или сержантов времён Великой Отечественной войны награждённых офицерским орденом. А Пётр Сиворакша — кавалер ордена Богдана Хмельницкого III степени. Получил его двадцатилетний старший сержант за бои в Польше — 02.8.1944 г. у населённого пункта Аннополь (22 км северо-восточнее г. Сандомир) — Сиворакша одним из первых в полку на подручных средствах преодолел р. Висла и прикрывал огнём из пулемёта переправу стрелкового батальона. Отразив несколько контратак, истребил десятки вражеских солдат. После гибели командира, взяв на себя командование батальоном, восемнадцать дней успешно руководил боями.
10.11.1944 г. награждён орденом Славы III степени за то, что захватил ценного «языка» под Калинковичами. 08.03.1945 г. награждён орденом Славы II степени за уничтожение вражеского дзота и пленение 20 гитлеровцев в г. Порицк.
15.5.1946 г. награждён орденом Славы I степени — за Краков, где Сиворакша поджёг танк, захватил бронетранспортёр и взвод фашистов.
В 1947 г., старшина запаса Пётр Фёдорович Сиворакша вернулся в родную Киреевку на Черниговщине.
Работал в колхозе. Участник Парада Победы 1985 г.